# 松本橋
松本橋（まつもとばし）は、新中川に架かる橋のひとつで、東岸の東京都江戸川区東松本二丁目と西岸の松本二丁目を結ぶ。

## 歴史
- 1956年（昭和31年）[1] : 新中川掘削工事に伴い架橋。
- 1970年（昭和45年） : 歩道を増設し人車分離される。
- 2016年（平成28年） : 架け替え工事のため車道を通行止に。上流に仮設人道橋を架設[2]。
- 2023年（令和5年）2月19日 : 新橋開通[3][4]。

## 旧橋の諸元
- 形式 - 単純プレートガーダー桁橋
- 支間数 - 9
- 橋長 - 119.4 m
- 幅員 - 7.5 m（車道：4.5 m / 歩道：1.5 m×2）

## 新橋の諸元
- 橋長 - 115.0 m
- 幅員 - 14.8 m（車道：7.0 m / 歩道：3.5 m×2）[5][6]

## 架け替え
架け替え前は橋の老朽化が進む中で、補修や補強が施されていた。また、歩道・車道の幅員が狭く、橋の強度の関係から大型車は通行できなかった。
江戸川区は橋梁長寿命化修繕計画のもと、2016年（平成28年）より架け替え事業を開始し、新橋は2023年（令和5年）2月19日に開通した。工事期間中は仮設の人道橋が整備されており、人と自転車に限り通行が可能となっていたが、新橋開通後は仮設の人道橋は通行止めとなった。2023年（令和5年）10月に仮設の人道橋の撤去およびアンダーパスの整備が終わり、松本橋架け替え事業は完了した。

## 整備計画
「出会いの広場」をテーマに地域住民の交流を積極的に取り組む場として、日々の暮らしに密着したコミュニティ空間に相応しく、親しみを持ち気軽に遊べる空間として整備が行なわれる。

## デザインイメージ
楽しく気軽に立ち寄り、ゆっくりできるように、広い歩道とバルコニーを設け、人々が和らぐような輪（円）をモチーフに、水面を彩るよう演出する。

## 周辺
- 江戸川区立鹿本小学校
- 江戸川区立鹿本中学校
- 江戸川区立小岩第五中学校
- 江戸川区立総合体育館
- 環七通り
- 鹿本通り

## 隣の橋
- 新中川

（上流） - 辰巳新橋 - 小岩大橋 - 松本橋 - 鹿骨新橋 - 鹿本橋 - （下流）